# Alicia Fall
Pour les articles homonymes, voir Fall.
Alicia Fall, née le 4 juin 1981 à Nantes, est une journaliste/présentatrice de télévision française. Son père est originaire du Sénégal et sa mère de Martinique.

## Biographie
En 2001, Alicia Fall quitte Nantes pour s'installer à Paris dans l'espoir d'entamer une carrière d'humoriste.
Finalement, c'est le mannequinat qui lui fait les yeux doux et remporte ainsi le concours de Miss Métissage 2005 présidé par Katoucha, mannequin ancienne égérie d'Yves Saint Laurent. C'est là qu'elle se fait remarquer et fait un bref passage sur la radio Espace FM, avant de rejoindre la chaîne câblée MIZIK TV, pour laquelle elle animera une émission musicale.
De 2005 à 2009, la jeune autodidacte fait ses armes, et apprend sur le terrain le métier de journaliste, avec ses interventions remarquées pour le magazine Streetlive¹ ou encore pour L'action contre le dopage.
En 2009, elle rejoint l'équipe de Dominique Farrugia sur Les GRAVES INFOS² et deviendra la présentatrice JT du Week End.
Finaliste du Le Grand casting de la TV sur NRJ 12 en 2010, Alicia Fall enchaîne sur le Tour de France de cyclisme en tant que speakerine pour le quotidien L'Équipe. 
En 2011, elle présente la météo sur TV5Monde. Puis en 2012, elle devient journaliste/chroniqueuse sur D8 dans l'émission Mon bien être et sur TF1 dans l'émission Télé vitrine. Elle présente les bulletins météo sur I-Télé depuis fin décembre 2012.
Alicia participe en novembre 2013 à l'émission Africa buzz sports sur TéléSud.
En 2014, Alicia Fall quitte i-Télé afin de rejoindre le service public dans Midi en France, émission présentée par Laurent Boyer sur France 3.
Juin 2015, elle signe son retour au sein du groupe Canal+ aux commandes du Top Streaming sur D17 , Depuis la fin des vacances d'été elle est remplacée par Stéphanie Loire. Elle continue d'assurer les bulletins météo de TV5 Monde et France Ô. 
2016, elle donne naissance à des jumeaux mais n’arrête pas pour autant d'assurer ses bulletins météo sur TV5Monde.
2017, la journaliste de 35 ans reprend sa plume et devient par la même occasion directrice de la rédaction pour le lancement de FDF magazine.
Mais c'est surtout à l'écran que la jeune femme reprend du service et ce dès septembre 2017, aux commandes de 9H50 le matin en Pays de la Loire sur France 3 Pays de la Loire.
2019, en parallèle de la matinale régionale, elle assure la correspondance du Téléthon pour France 2 et France 3.
2020, la journaliste lance un média alternatif, "A votre aise". Elle monte en parallèle sa société de production évènementielle et audiovisuelle à transversalité et organise des cocktails Networking durant le festival de Cannes à la villa Fashion TV. 
2023/2024, la productrice renfile sa casquette d'animatrice TV au sein du groupe canal+ et prend les commandes du TOP Albums, diffusé sur Cstar.
2024, Alicia Fall se lance dans la production cinématographique, avec un long métrage coproduit par Canal+ "La mémoire du manguier" réalisé par le cineaste Nicolas Sawalo Cissé et porté par l'acteur Ibrahima Mbaye Thié, également à l'affiche de " Ni chaînes, ni Maîtres" de Simon Montaïrou, 
"La mémoire du manguier' sortie prévue 2025.
2025, en parallèle, elle travaille sur le lancement de la "Giddy up Fashion Night" le premier grand défilé qui installe son podium dans une gare.
Alicia Fall est une personnalité engagée notamment auprès des enfants, lutte contre la pédocriminalité et œuvre activement à travers diverses associations, telles que " Innocence en danger", "Enfants, Star & Match" ou encore "Pour Une Enfance", une association dont elle est la marraine depuis 2011.